# Piz Varuna
Piz Varuna é uma montanha que se encontra no Maciço Bernina, nos Alpes. Tem 3453 m de altitude, e fica na Itália (Lombardia) e na Suíça (cantão dos Grisões), sendo o cume um ponto da fronteira Itália-Suíça.
A ascensão faz-se a partir do refúgio Sassal Mason.